# Tsitrella
Tsitrella is een geslacht van uitgestorven kreeftachtigen uit de klasse van de Ostracoda (mosselkreeftjes).

## Soorten
- Tsitrella lamina Sarv, 1959 †
- Tsitrella simplex Swain & Hansen, 1961 †